# Placostromella castanopsidis
Placostromella castanopsidis är en svampart som först beskrevs av J.N. Kapoor, och fick sitt nu gällande namn av Inácio, P.F. Cannon & Ferry 2005. Placostromella castanopsidis ingår i släktet Placostromella, klassen Dothideomycetes, divisionen sporsäcksvampar och riket svampar.   Inga underarter finns listade i Catalogue of Life.